# Джасмін Савой Браун
Джасмін Савой Браун (англ. Jasmin Savoy Brown; нар.. 21 березня 1994, Аламеда, Аламеда, Каліфорнія, США) — американська акторка. Знімалася у детективному драматичному серіалі HBO «Залишені» (2015—2017), юридичному драматичному серіалі ABC «Для людей» (2018—2019) та психологічному драматичному серіалі Showtime «Шершні» (2021 — дотепер).
Браун також знімалася у фільмах «Звуки насильства» (2021) та «Крик» (2022). З неї (руху та голос) був змодельований персонаж Фіна Мейсона / Тінкерера у відеогрі «Людина-павук: Майлз Моралес» (2020).

## Походження та навчання
Браун народилася 1994 року в Аламеді, штат Каліфорнія, а виросла в Спрінгфілді, штат Орегон в США. У 4-річному віці зіграла свою першу роль у церковному мюзиклі, який пробудив у ній любов до виступів. У дитинстві брала участь у численних мюзиклах і була членом різних музичних клубів, хорів та груп, у тому числі Орегонського університету, Портландського шекспірівського проєкту, Орегонського дитячого хору та інших. Після школи Браун переїхала до Портленда в штаті Орегон, щоб зайнятися акторською майстерністю.

## Кар'єра
Браун починала зніматися у фільмах з другорядних ролей у таких серіалах, як « Грімм» на NBC та « Фостери» на Freeform. Потім вона знялася в серіалах «Кемп Гарлоу» та «Забутий герой», а також була запрошеною зіркою в серіалі NBC « Бруклін 9-9».
У 2015 році Браун отримала роль Еванджелін «Іві» Мерфі у 2-му та 3-му сезонах серіалу HBO «Залишені». Іві — донька Ерікі та Джона, яка зникла безвісти зі своїми друзями після землетрусу. Після « Залишених Браун отримала роль Ніни (нової дівчини Кемерона) в Зшивачах від Freeform.
Браун продовжила грати постійного персонажа Емілію Бассано в драматичному серіалі TNT Вілл, в якому розповідалася історія Вільяма Шекспіра. Емілія була музиканткою, поеткою і письменницею, яка згодом стала першою жінкою-професійним англійським поетом і вважалася «Темною леді» у сонетах Шекспіра.
Браун регулярно з'являється у драмі Shondaland Для людей на каналі ABC.
За два тижні до прем'єри Для людей Браун підписала контракт із ICM Partners.
У вересні 2020 року Браун отримала роль Мінді Мікс-Мартін у п'ятому фільмі франшизи «Крик», який зняли Метт Беттінеллі-Олпін та Тайлер Джіллетт. Фільм вийшов 14 січня 2022 року.
Вона також випустила щонайменше дві пісні; «Orange Win» та «goddamnit» на YouTube.

## Особисте життя
Браун ідентифікує себе як квір та лесбійку, а також є дворасовою жінкою.

## Фільмографія

### Фільми
| Рік  | Заголовок             | Роль              | Примітки |
| ---- | --------------------- | ----------------- | -------- |
| 2014 | Діти                  | Музичний Малюк    |          |
| 2014 | Зберігач записів      | Терпіння          |          |
| 2014 | Кемп Харлоу           | Емілі             |          |
| 2014 | Забутий герой         | Ганна             |          |
| 2017 | Десятидоларова купюра | Стефані           |          |
| 2017 | Лейн 1974             | Пума              |          |
| 2017 | Новий сингл           | Тейлор Турінг     |          |
| 2021 | Звук насильства       | Алексіс Рівз      |          |
| 2022 | Крик                  | Мінді Мікс-Мартін |          |
| 2023 | Крик 6                | Мінді Мікс-Мартін | [ 20 ]   |
| 2023 | Зникла                | камео             |          |
| 2026 | Крик 7                | Мінді Мікс-Мартін |          |

### Телебачення
| Рік            | Заголовок                      | Роль                        | Примітки                                         |
| -------------- | ------------------------------ | --------------------------- | ------------------------------------------------ |
| 2013           | Грімм                          | Молода жінка                | Епізод: Страва, яку найкраще подавати холодною   |
| 2013           | Фостери                        | Пліткарка # 2               | Епізод: «Діти у залі»                            |
| 2014           | Бруклін 9-9                    | Ава Вотсон / Ребекка Лаббок | Епізод: «Кріт»                                   |
| 2015-2017 рр.  | Залишені                       | Еванджелін Мерфі            | 13 серій                                         |
| 2016           | Зшивачі                        | Ніна                        | 7 серій                                          |
| 2016           | Перш ніж ти скажеш, що я роблю | Ханна                       | Телевізійний фільм                               |
| 2017           | Анатомія Грей                  | Аманда Джозеф               | Епізод: «Можеш подивитися (але краще не чіпати)» |
| 2017           | Вілл                           | Емілія Бассано              | 5 серій                                          |
| 2018-2019 рр.  | Для людей                      | Еллісон Адамс               | 20 серій                                         |
| 2018           | Кохання                        | Енні                        | 3 серії                                          |
| 2018           | Lego Star Wars                 | Олена Фрімейкер             | 2 серії Голос                                    |
| 2021           | Крайній космос                 | Евра                        | Епізод: «Прощення» Голос                         |
| 2021 — дотепер | Шершні                         | Таїса Тернер                | 10 серій Головна роль                            |

### Відеоігри
| Рік  | Заголовок                 | Роль                    | Примітки                 |
| ---- | ------------------------- | ----------------------- | ------------------------ |
| 2019 | Wolfenstein: Youngblood   | Еббі «Супер Спіш» Уокер | Голос та захоплення руху |
| 2020 | Spider-Man: Miles Morales | Фін Мейсон / Тінкерер   | Голос та захоплення руху |

### Відеокліп
| Рік  | Назва пісні   | Артист(ка) |
| ---- | ------------- | ---------- |
| 2023 | «Night Shift» | Люсі Дакус |